# Meister des Chorgestühls von Pöhlde
Als Meister des Chorgestühls von Pöhlde kann man den oder die Künstler und Kunsthandwerker bezeichnen, die um 1280/1290 das Chorgestühl für die Kirche des Prämonstratenserklosters Pöhlde im Harz geschaffen hatten.

## Standort der Werkstatt
Angaben über die Handwerker und Künstler, die Chorgestühle fertigten, sind nicht nur aus der Entstehungszeit des Werkes von Pöhlde selten. Zwar zeigen Verzierungen auf Gestühlen Handwerkerbilder, jedoch sind ihre Darstellungen im kirchlichen Raum selten. Auf einer der um 1280 entstandenen Pultwangen aus Pöhlde ist ein Mönch an einer Werkbank zu sehen, der Teile eines Chorgestühls schnitzt. Ob dies jedoch auf die Entstehung des Chorgestühls in einer Klosterwerkstatt in Pöhlde deuten kann, ist umstritten. Auch in Dokumenten zur Herkunft des Werkes im 16. Jahrhundert findet sich dazu kein weiterer Hinweis.

## Standortgeschichte des Werkes
Das ursprünglich in der Kirche des Prämonstratenserklosters Pöhlde stehende Chorgestühl kam nach Niedergang des Klosters auf Umwegen im 19. Jahrhundert in Teilen in das Niedersächsische Landesmuseum Hannover. Die heutige 1525 entstandene Evangelische Johannes-Servatius-Kirche in Pöhlde steht auf Resten des mittleren Teils der dreischiffigen Anlage des Mittelalters und enthält wieder Teile des Chorgestühls.